# Rebelión de los mercenarios de Cartago

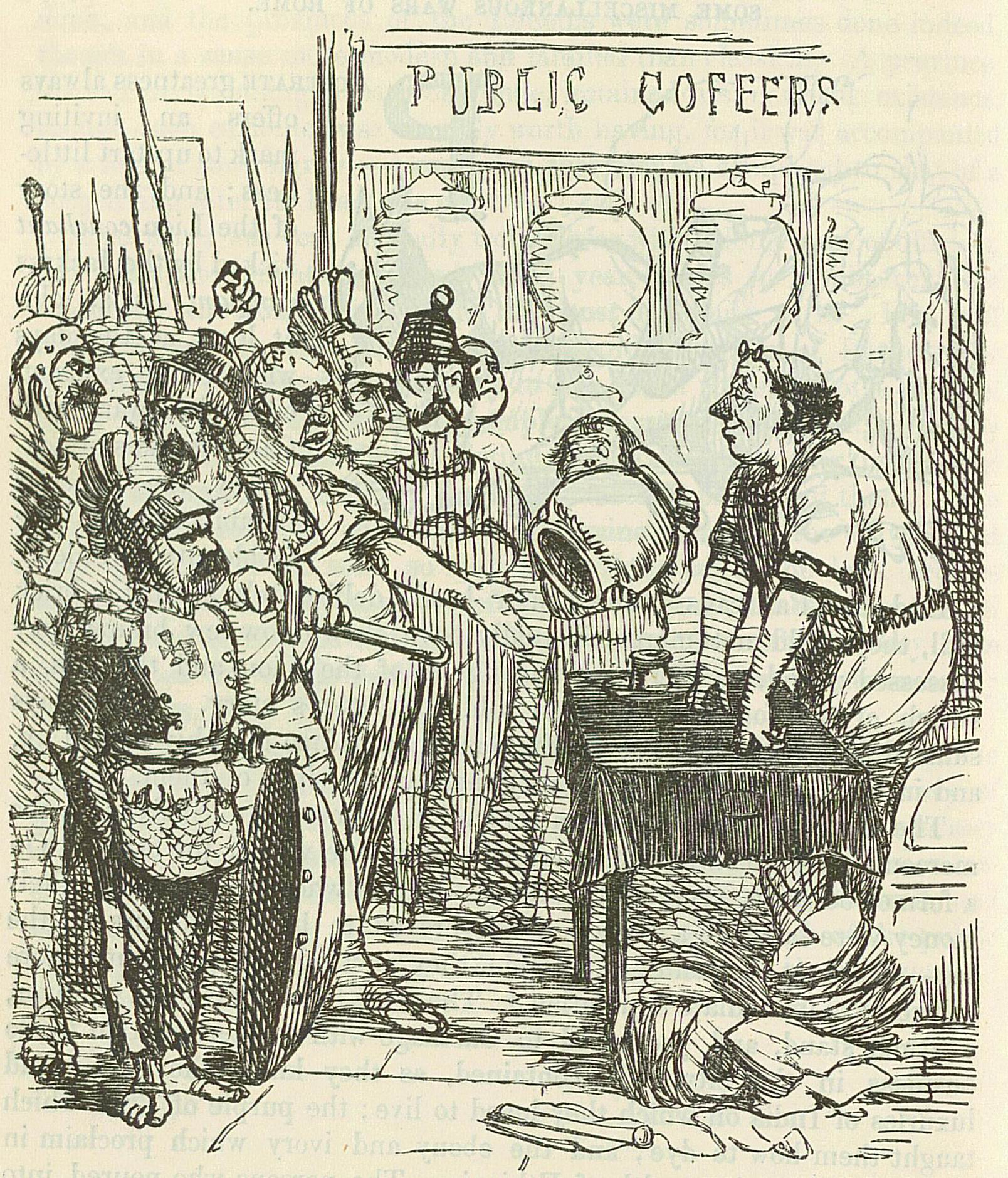
Caricatura de Hannón mostrando a los mercenarios las arcas vacías de Cartago. Cómic de la Historia de Roma, página 162.

La rebelión de los mercenarios de Cartago fue una sublevación acontecida en el año 242 a. C. contra el Estado púnico por parte de sus mercenarios, con el motivo de que no habían recibido sus sueldos, siendo este el motivo del comienzo de la guerra de los Mercenarios.

## Antecedentes
Después de la firma del tratado que ponía fin a la primera guerra púnica, las tropas cartaginesas de Sicilia se reunieron en la ciudad de Lilibea, gobernada por Giscón. Amílcar Barca llegó a la ciudad desde Erice, al mando de su ejército de mercenarios, y cedió al gobernador la tarea de repatriar las tropas al norte de África. Giscón prudentemente las dividió en pequeños destacamentos que viajarían de forma escalonada. De este modo, los mercenarios llegarían en grupos reducidos, recibirían las pagas que les eran debidos y regresarían a sus hogares sin causar ningún tipo de disturbio.
Pero el Consejo de los Cien no apoyó los planes del general, y esperó a que la tropa al completo hubiera desembarcado en África, alojándolos en Cartago primero y luego en la ciudad de Sicca Veneria (la moderna al-Kāf), deduciéndose que deseaban mantener lejos a sus soldados a sueldo en el caso de que intentasen hacerse con sus honorarios a la fuerza. Allí acampados, acudió Hannón para informarles que las arcas de Cartago estaban agotadas tras la guerra y la indemnización que se les había impuesto junto al el tratado de paz con Roma, y les pidió que renunciaran a parte de su paga.

## La rebelión
Los mercenarios, lejos de consentir que además de que no se les pagase se les solicitase además que desistieran de una parte de lo que se les debía, rompieron en protestas hacia Hannón y los aristócratas de Cartago y, después de varios días, partieron en masa hacia la capital. Acamparon al otro extremo de la península, en la ciudad de Túnez, en número de veinte mil.
La magnitud de los tumultos y el peligro que se cernía sobre la ciudad hicieron que Cartago finalmente conviniera a pagar las deudas en su totalidad. Ante la imposibilidad de mandar a Amílcar Barca, ocupado en empresas lejos de Cartago, el Gran Consejo envió a Giscón, que gozaba del aprecio de los soldados y había combatido junto a ellos en Sicilia, con el dinero y los bienes exigidos por los mercenarios.
Pero esta concesión llegó demasiado tarde. Dos mercenarios, el libio Matón y el campano Spendios, alzaron su voz por encima del resto, llevados por intereses particulares. Imponiendo su voluntad, los rebeldes apresaron a Giscón, apoderándose de los tesoros que traía consigo (240 a. C.).
Tras ser nombrados generales, Matón y Spendios enviaron misivas a las ciudades tributarias de Cartago, incitándolas a deshacerse del yugo púnico y unirse a ellos en el conflicto. Sufriendo los gravosos tributos que cayeron sobre ellas tras la desastrosa guerra con Roma, accedieron fácilmente a las peticiones de los mercenarios, lo que convirtió el motín original en un levantamiento nacional. Sólo dos ciudades se mantuvieron leales: Hippo Dyarrhytus y Útica.

## Consecuencias
Respaldados por un ejército de 70 000 africanos y 20 000 mercenarios, los generales rebeldes declararon formalmente la guerra a Cartago. La situación de ésta era desesperada, ya que recién salida de otra guerra, se hallaba escasa de armamento, sin flota de guerra, pertrechos navales, reservas de víveres ni esperanzas de socorro externo.
Lo que seguiría a aquellos acontecimientos sería una confrontación bélica de extraordinaria crueldad, que a partir de ese momento sería conocida como guerra de los Mercenarios o guerra inexpiable.